# Luis Felipe López-Jurado
Luis Felipe López-Jurado (1952, Córdoba (España) es un zoólogo, taxónomo, herpetólogo, y profesor de biología y zoología en la Universidad de Las Palmas de Gran Canaria.

## Obra

### Algunas publicaciones
Luis Javier Barbadillo, José Ignacio Lacomba, Valentín Pérez-Mellado, Vicente Sancho y Luis Felipe López Jurado (1999). Anfibios y reptiles de la península ibérica, Baleares y Canarias. Barcelona (España): Planeta. p. 359. ISBN 84-08-02750-6.
Luis Felipe López Jurado (2022). Memorias de un biólogo singular. El biólogo heterodoxo. Almería (España): Círculo Rojo. p. 539. ISBN 978-84-1115-802-2.

### Taxones nombrados
Fue uno de los autores de la especie Centrochelys vulcanica (entonces Geochelone vulcanica), una tortuga gigante que desapareció de las islas Canarias en el Pleistoceno superieur.

### Algunas publicaciones
- 1979 : Las tortugas terrestres Testudo graeca y Testudo hermanni en España
- 1982 : Synopsis of the Canarian herpetofauna
- 1982 : Estudios sobre el sapo corredor (Bufo calamita) en el Sur de España
- 1985 : Los reptiles fósiles de la isla de Gran Canaria (Islas Canarias)
- 1989 : A new Canarian lizard subspecies from Hierro Island (Canarian archipelago)
- 1995 : Origin, colonization, adaptive radiation, intrainsular evolution and species substitution precesses in the fossil and living lizards of the Canary Islands (con Mateo)

## Honores

### Galardones
En 2016, recibe el premio Océanos de la Sociedad Atlántica de Oceanógrafos.

## Abreviatura (zoología)
La abreviatura López-Jurado  se emplea para indicar a Luis Felipe López-Jurado como autoridad en la descripción y taxonomía en zoología.